# Andrej Khrzjanovskij
Andrej Khrzjanovskij (russisk: Андре́й Ю́рьевич Хржано́вский) (født 30. november 1939 i Moskva i Sovjetunionen) er en sovjetisk filminstruktør og manuskriptforfatter.

## Filmografi
- Zjil-byl Khozjavin (Жил-был Козявин, 1966)[1][2]
- Poltory komnaty, ili Sentimentalnoje putesjestvije na Rodinu (Полторы комнаты, или Сентиментальное путешествие на Родину, 2009)